# Jan-Willem Bertens
Jan Willem (Jan-Willem) Bertens (Maastricht, 23 januari 1936) is een Nederlands diplomaat en politicus namens D66.

## Opleiding
Bertens bezocht het Henric van Veldekecollege in Maastricht (gymnasium-α). Daarna studeerde hij geschiedenis aan de Katholieke Universiteit Nijmegen, waar hij in 1963 afstudeerde.

## Maatschappelijke loopbaan

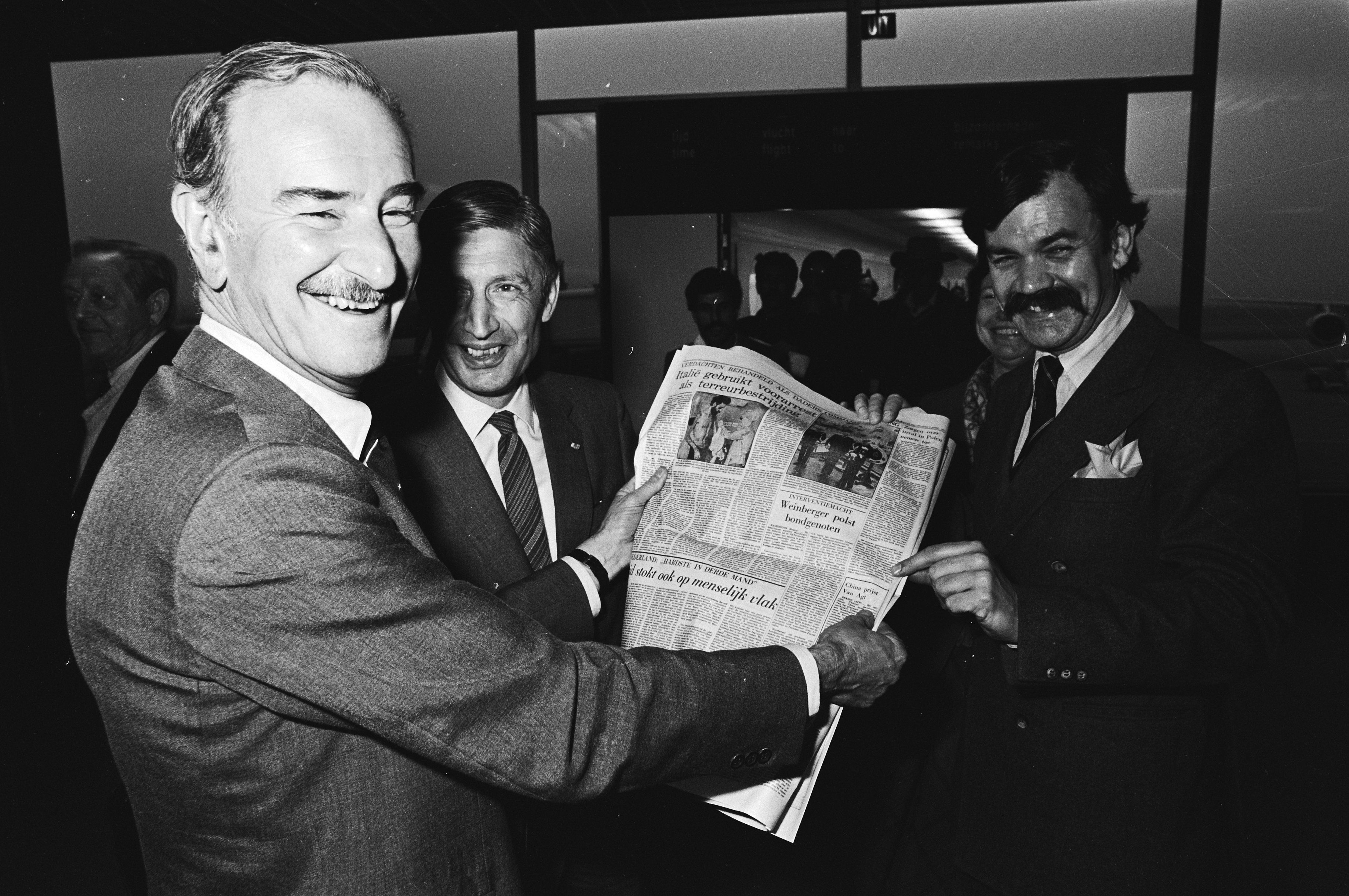
Van der Klaauw en Van Agt komen terug van een bezoek aan de VS, Bertens toont hen een vermakelijke krantenkop.

Bertens was na zijn studie enige tijd leraar geschiedenis en daarna medewerker van de Nederlandse Vereniging voor Management NIVE. In 1966 trad hij in dienst van het ministerie van Buitenlandse Zaken, waar hij in de diplomatieke dienst werkzaam was in Uruguay, Soedan en Cuba. Van 1977 tot 1982 was hij woordvoerder van het ministerie.
In 1982 werd Bertens benoemd tot ambassadeur voor Midden-Amerika te Costa Rica. In 1988 volgde zijn benoeming tot ambassadeur internationale culturele samenwerking op het ministerie.
Na zijn toetrede tot het Europees Parlement in 1989 verliet Bertens de dienst van het ministerie.
Na de beëindiging van zijn politieke loopbaan werd Bertens in 2000 voorzitter van CLAT Nederland (een organisatie die zich bezighoudt met steun aan sociale en vakbondsorganisaties in Latijns-Amerika).

## Politieke loopbaan
Bertens werd als lijsttrekker voor D66 bij de Europese Parlementsverkiezingen van 1989 gekozen als lid van het Europees Parlement. In deze functie was hij lid van de commissie milieubeheer, volksgezondheid en consumentenbescherming, van de commissie buitenlandse zaken en van de subcommissie rechten van de mens; van deze laatste commissie was hij tevens vicevoorzitter.
Bij de Europese Parlementsverkiezingen van 1994 was Bertens wederom lijsttrekker en werd hij herkozen. Hij werd benoemd tot voorzitter van de subcommissie veiligheid en ontwapening, en was tevens lid van de commissie voor de verzoekschriften. Hij was lid van de parlementsdelegatie voor de betrekkingen met landen in Midden-Amerika en Mexico.
Vanwege zijn inspanningen voor de toetreding van Cyprus tot de Europese Unie is Bertens in 1999 benoemd tot ereburger van Famagusta en onderscheiden als Grootofficier in de Orde van Burgerlijke Verdienste van Cyprus.
In 2020 verscheen het boek Jan Willem Bertens, verhalen van een kwajongen in de politiek, de diplomatie en de publiciteit van Bert van Geel.

## Persoonlijk
Bertens is gehuwd en heeft twee kinderen.

## Jan Willem Bertensprijs
De Jonge Democraten, de jongerenorganisatie van D66, reiken elk jaar de Jan Willem Bertensprijs uit aan een lid dat zich buitengewoon heeft ingezet voor de Jonge Democraten. Ook was Bertens lange tijd erevoorzitter van de donateurs- en reünistenvereniging van de Jonge Democraten, de Vrienden van de JD.
- Parlement.com: vg09llzhlhsz